# Paradisaea apoda
El ave del paraíso esmeralda grande (Paradisaea apoda)  es una especie de ave paseriforme de la familia Paradisaea que vive en la isla de Nueva Guinea.

## Descripción

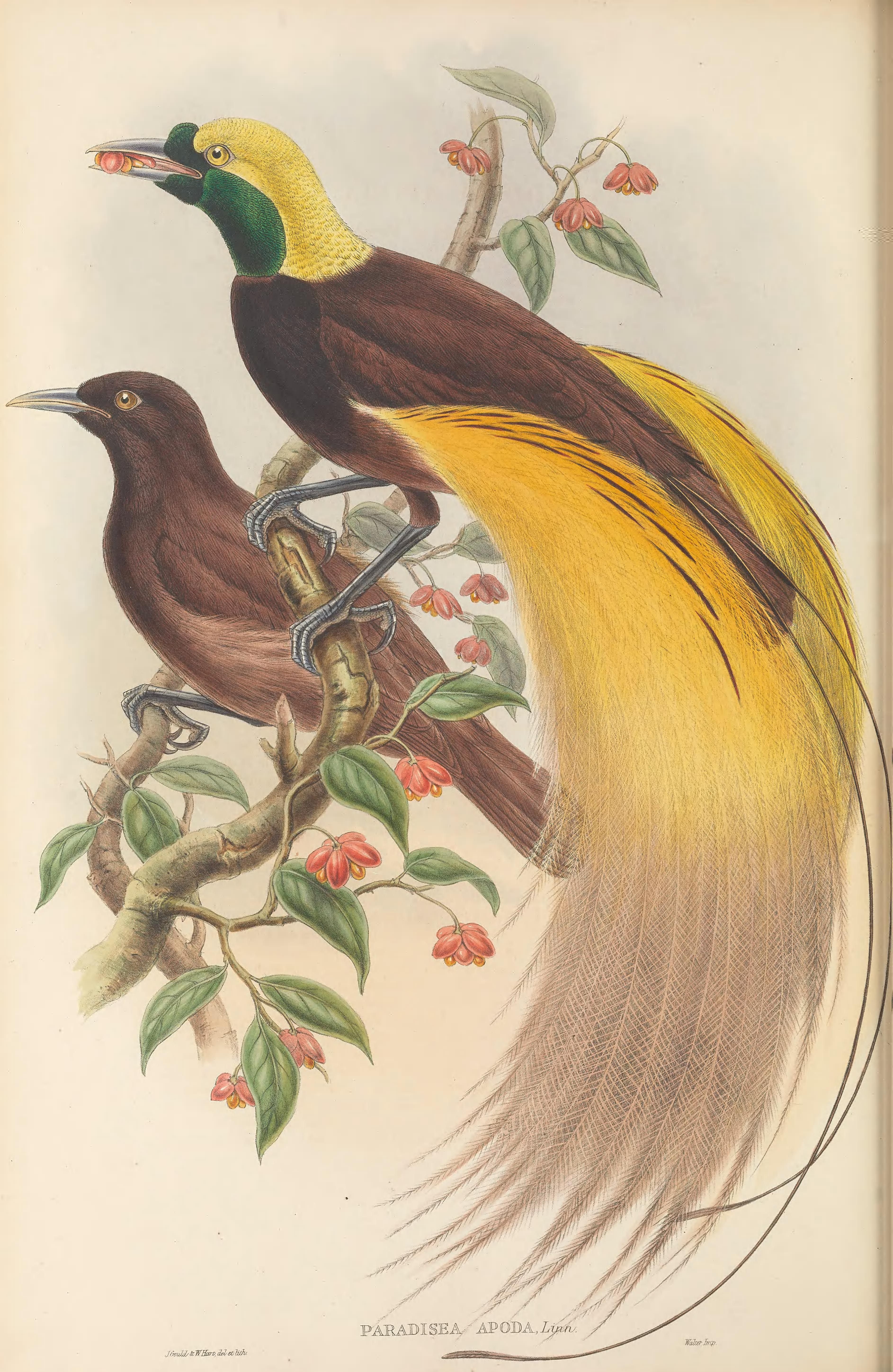
Ilustración de macho y hembra por John Gould

Esta especie es el miembro más grande del género Paradisaea llegando a medir hasta 43 cm de longitud. El cuerpo es marrón ligero, pero tiene la coronilla amarilla, la garganta verde esmeralda, y el pecho marrón negruzco. Además, el macho tiene largas plumas amarillas en los costados del cuerpo y dos alambres largos de la cola. 

## Distribución y Dieta
Habita los bosques en el suroeste de Nueva Guinea y los de la islas Aru en Indonesia. Su dieta consiste principalmente de frutas, semillas, e insectos. 

## Historia
Carlos Linneo nombró a esta especie Paradisaea apoda ( del griego apoda = “sin patas”) porque los especímenes que los nativos preparaban nunca tenían patas. Era un mito que estas aves eran visitantes de paraíso y siempre volaban por el aire sin aterrizar, así que no necesitaban patas. 
En los siglos XIX y XX, estas aves eran cazadas por sus plumas, las cuales valían mucho dinero en Europa y América como adornos para sombreros y otras prendas de mujeres. En 1909, una población pequeña fue introducida en la isla Tobago Pequeño por William Ingram como intento para rescatar la especie de la extinción. Aunque esta población sobrevivió hasta 1958, ahora está probablemente extinta. 
Hoy en día, esta ave es una especie protegida y no está en peligro.